# Марія Португальська (королева Кастилії)

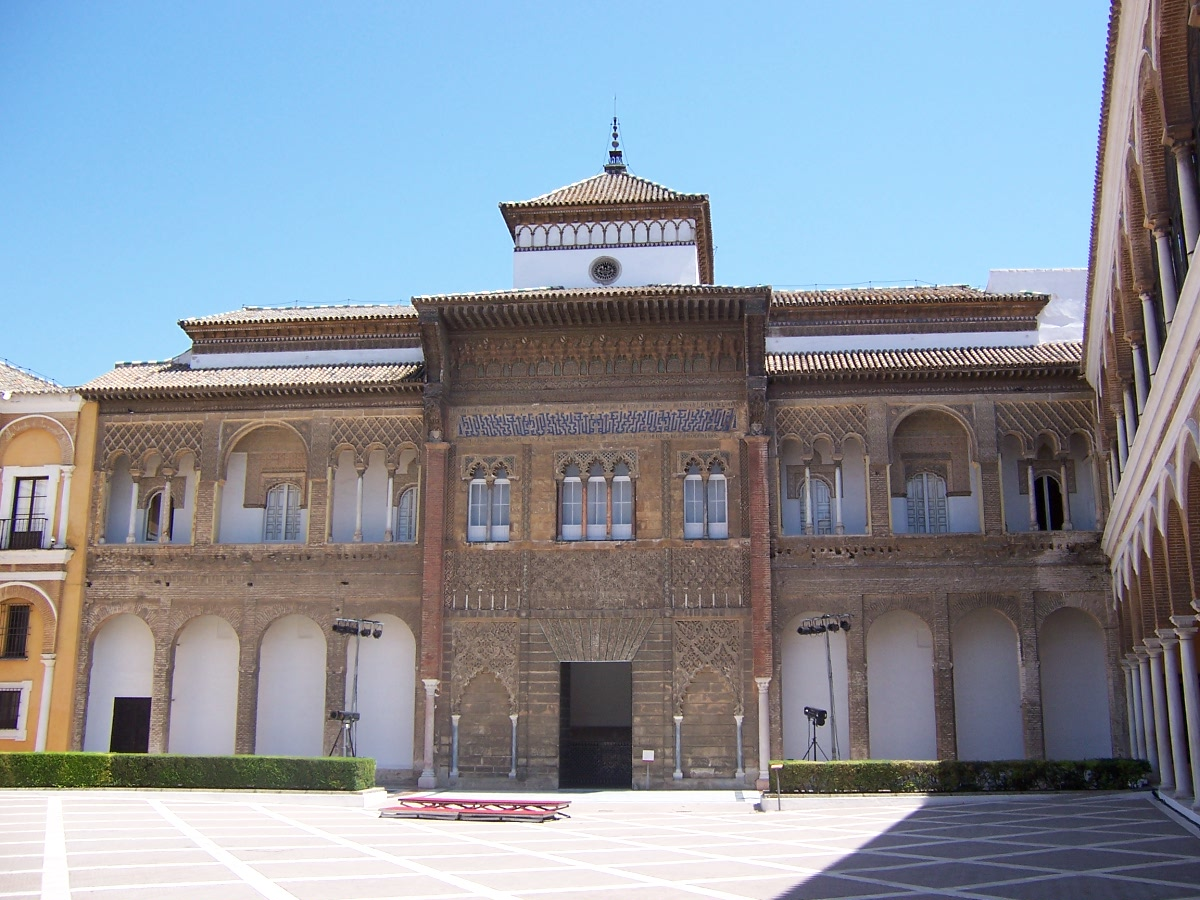
Палац Марії в Севільському Алькасарі

Марія Португальська (порт. Maria de Portugal, ісп. María de Portugal, 9 лютого 1313 — 18 січня 1357, Евора) — королева Кастилії і Леона.

## Біографія
Марія була старшою дочкою короля Португалії Альфонса IV Хороброго і його дружини Беатріс Кастильской. 1328 року вийшла заміж за свого двоюрідного брата Альфонса Справедливого.
Шлюб був нещасний — Альфонсо не хотів відмовлятися від своєї юнацької прихильності до Леонори Нуньєс де Гусман. 1335 року Марія повернулася до батьків. Португальський король налаштував проти Леонори римського папу і частину кастильцев, а потім почав бойові дії. За договором, укладеним в 1339—1340 роках в Севільї, метресса була заслана в монастир, так як Альфонсо не хотів втратити допомогу португальців в боротьбі з Маринідами.
Велику силу Марія і її фаворит Хуан де Альбукерке отримали при сині Марії Педро Жорстокому. Вона помстилася давній суперниці, умовивши сина стратити її, а також змусила його одружитися з Бланш де Бурбон. Однак уже через три дні Педро заарештував Бланш і повернувся до своєї коханки Марії де Падільї. Королева-мати і де Альбукерке підтримали повстання проти Педро і поїхали до Португалії.
Королева померла 1357 року в Еворі, похована в Севільї, в Капелі королів Севільського кафедрального собору.
Марії присвячені кілька строф у третій пісні «Лузіад» Камоенса, де вона просить батька допомогти кастильцам у боротьбі з маврами:
Ввійшла Марія, мила й чарівна,

У батьківській палац, найкращій в світі,

Всміхнулася нерадісно вона

Очіма, що слізьми гіркими вміті;

Волосся, наче хвиля коливна,

На білі плечі впала тої ж миті(переклад Михайла Литвинця [Архівовано 28 лютого 2019 у Wayback Machine.])

## Діти
- Фердинанд (1332) — помер новонародженим.
- Педро (1334—1369) — король Кастилії.

1. 1 2 3  Kindred Britain
2. ↑  Pas L. v. Genealogics — 2003.